# James Iredell (Richter)

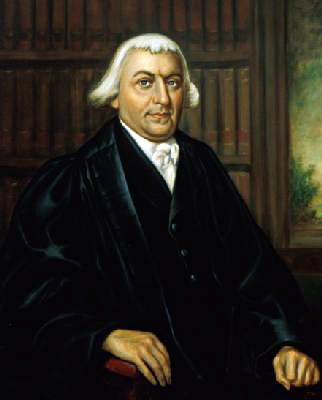
James Iredell

James Iredell (* 5. Oktober 1750 in Lewes, East Sussex, England; † 20. Oktober 1799 in Edenton, North Carolina) war ein US-amerikanischer Jurist und Richter am Obersten Gerichtshof der Vereinigten Staaten.

## Leben
Der Sohn eines Kaufmanns aus Bristol wanderte 1767 nach North Carolina aus und wurde kurz nach seiner Ankunft zum Stellvertretenden Kassierer des Hafens von Edenton ernannt. 1773 heiratete er eine Schwester von Samuel Johnston, dem späteren Gouverneur von North Carolina. Danach war er vom 17. Februar 1774 bis zum Beginn des Unabhängigkeitskrieges im Frühjahr 1775 Leiter der Zollbehörde von Edenton. Zugleich studierte er in der Kanzlei seines Schwagers die Rechtswissenschaften und erhielt 1775 die Zulassung als Rechtsanwalt. Als solcher erwarb er sich rasch hohes Ansehen. Zu Beginn des Unabhängigkeitskrieges trat er von seinem Amt als Leiter der Zollbehörde zurück und schlug auch ein großes Erbe eines Onkels auf den Westindischen Inseln aus, um sich den Ideen der Revolution anzuschließen.
Im Dezember 1777 wurde er zum Richter des Obersten Gerichts (Superior Court) von North Carolina gewählt und hatte dieses Amt bis zu seinem Rücktritt im August 1778 inne. 1779 ernannte ihn Gouverneur Richard Caswell zum Generalstaatsanwalt (Attorney General) von North Carolina, aber auch von diesem Amt trat er bald zurück. Während der Revolution war er ein angesehener Berater von William Hooper, Samuel Johnston und anderen einflussreichen Politikern. 1787 berief ihn das Parlament North Carolinas (General Assembly) zum Kommissionär für die Zusammenstellung und Überarbeitung der Gesetze des Staates. Ein Teil dieser Gesetzessammlung wurde 1789 abgedruckt und das Gesamtwerk, das als "Iredell’s Revisal" bekannt wurde, erschien 1791 in Edenton. Während dieser Zeit war er auch Führer der Föderalisten in North Carolina; auf der 1788 in Hillsborough abgehaltenen Versammlung setzte er sich erfolglos für die Annahme der US-Verfassung ein.
Am 10. Februar 1790 nominierte ihn US-Präsident George Washington zum Richter am Obersten Gerichtshof der Vereinigten Staaten. In der ersten bedeutenden Entscheidung des Supreme Court, im Verfahren Chisholm v. Georgia von 1793, in dem entschieden wurde, dass Rechtsstreitigkeiten zwischen einem Gliedstaat der Vereinigten Staaten und einem Bürger eines anderen Gliedstaates der Bundesgerichtsbarkeit unterliegen, vertrat er eine Mindermeinung. Seine Ansprachen zur Erläuterung der Verfassung wurden oftmals von Geschworenengerichten in Boston, New York City, Philadelphia und Richmond zitiert.
Ihm zu Ehren wurde 1788 das Iredell County benannt. Sein gleichnamiger Sohn James Iredell, der nach seinem Tode 1799 von seinem Schwager Samuel Johnston aufgezogen wurde, wurde später Gouverneur von North Carolina und US-Senator.